# Aplodontiidae
Aplodontiidae là một họ động vật có vú trong bộ Gặm nhấm. Họ này được Brandt miêu tả năm 1855. Họ này hiện chí có 1 chi và 1 loài duy nhất còn sinh tồn là 'Aplodontia rufa.

## Phân loại
Aplodontiidae chỉ có 1 chi và 1 loài còn sinh tồn, các hóa thạch được phát hiện có tuổi từ Oligocene đến Miocene ở châu Á, Oligocene ở châu Âu và từ Oligocene đến nay ở Bắc Mỹ.
- †Ameniscomys Dehm, 1950
- †Ansomys Qiu, 1987
- Aplodontia Richardson, 1829
- †Dakotallomys[2] Tedrow and Korth, 1999
- †Disallomys[3] Korth, 2009
- †Ephemeromys Wang & Heissig, 1984
- †Haplomys Miller and Gidley, 1918
- †Leptoromys[4] Tedrow and Korth, 1997
- †Liodontia Miller and Gidley, 1918
- †Meniscomys Cope, 1879
- †Niglarodon Black, 1961
- †Ninamys[5] Vianey-Liaud, Rodrigues & Marivaux, 2012
- †Oligopetes Heissig, 1979
- †Paracitellus Dehm, 1950
- †Paransomys[5] Vianey-Liaud, Rodrigues & Marivaux, 2012
- †Proansomys[6] Bi, Meng, McLean, Wu, Ni & Ye, 2013
- †Prosciurus Matthew, 1910
- †Pseudaplodon Miller, 1927
- †Sciurodon Schlosser, 1884
- †Selenomys Matthew & Granger, 1923
- †Sewelleladon Shotwell, 1958
- †Tardontia Shotwell, 1958
- †Trigonomys Heissig, 1979